# Hitachiōta
Hitachiōta (jap. 常陸太田市 Hitachiōta-shi) – miasto w Japonii, w prefekturze Ibaraki, we wschodniej części wyspy Honsiu. Ma powierzchnię 371,99 km². W 2020 r. mieszkało w nim 48 630 osób, w 19 239 gospodarstwach domowych  (w 2010 r. 56 255 osób, w 19 797 gospodarstwach domowych).

## Historia
1 kwietnia 1889 roku, wraz z wdrożeniem przepisów miejskich, powstała miejscowość Ōta (jap. 太田町). 15 lipca 1954 roku połączyła się z sześcioma sąsiednimi wioskami tworząc miasto Hitachiōta. 1 grudnia 2004 roku teren miasta powiększył się o miejscowość Kanasagō oraz wioski Satomi i Suifu.

## Populacja
Zmiany w populacji terenu miasta w latach 1940–2020: